# Кариба (город)
Кариба (англ. Kariba) — город на севере Зимбабве, на территории провинции Западный Машоналенд.

## География
Расположен на северо-восточной оконечности водохранилища Кариба, недалеко от ГЭС Кариба, близ границы с Замбией. Абсолютная высота — 618 метров над уровнем моря.

## Население
По данным на 2013 год численность населения составляет 27 782 человека.
Динамика численности населения города по годам:
| 2002   | 2013   |
| ------ | ------ |
| 24 210 | 27 782 |

## Экономика и транспорт
Экономика Кариба основана на туристической отрасли. Имеется аэропорт.